# Eduardo León y Serralvo
Eduardo León y Serralvo (1866-1936) fue un topógrafo, periodista y político español.

## Biografía
Miembro del Cuerpo de Topógrafos, se instaló en Málaga en 1889. En 1895 fundó el diario El Cronista, del cual sería director y propietario. Durante algún tiempo también dirigió el Diario de Málaga y el semanario satírico El Manati. Se convirtió en uno de los periodistas más conocidos de Málaga. Militante del Partido Conservador, llegó a ser vicepresidente de la comisión provincial del partido. Fue diputado provincial y presidente de la Diputación provincial de Málaga entre 1919 y 1923. En septiembre de 1936, tras el estallido de la Guerra civil, fue apresado y asesinado.